# Biserica reformată din Viișoara
Biserica reformată din Viișoara este un monument istoric aflat pe teritoriul satului Viișoara, comuna Viișoara.

## Localitatea
Viișoara (în maghiară Aranyosegerbegy) este satul de reședință al comunei cu același nume din județul Cluj, Transilvania, România. Prima menționare documentară a satului Viișoara este din anul 1318 sub numele Sarcedosi de Egwibeg.

## Biserica
Populația catolică medievală a fost reformată în momentul Reformei, împreună cu biserica. Biserica medievală a fost distrusă în jurul anului 1600. Actuala biserică reformată, de mari dimensiuni, a fost construită între anii 1796 și 1799.

## Imagini din exterior

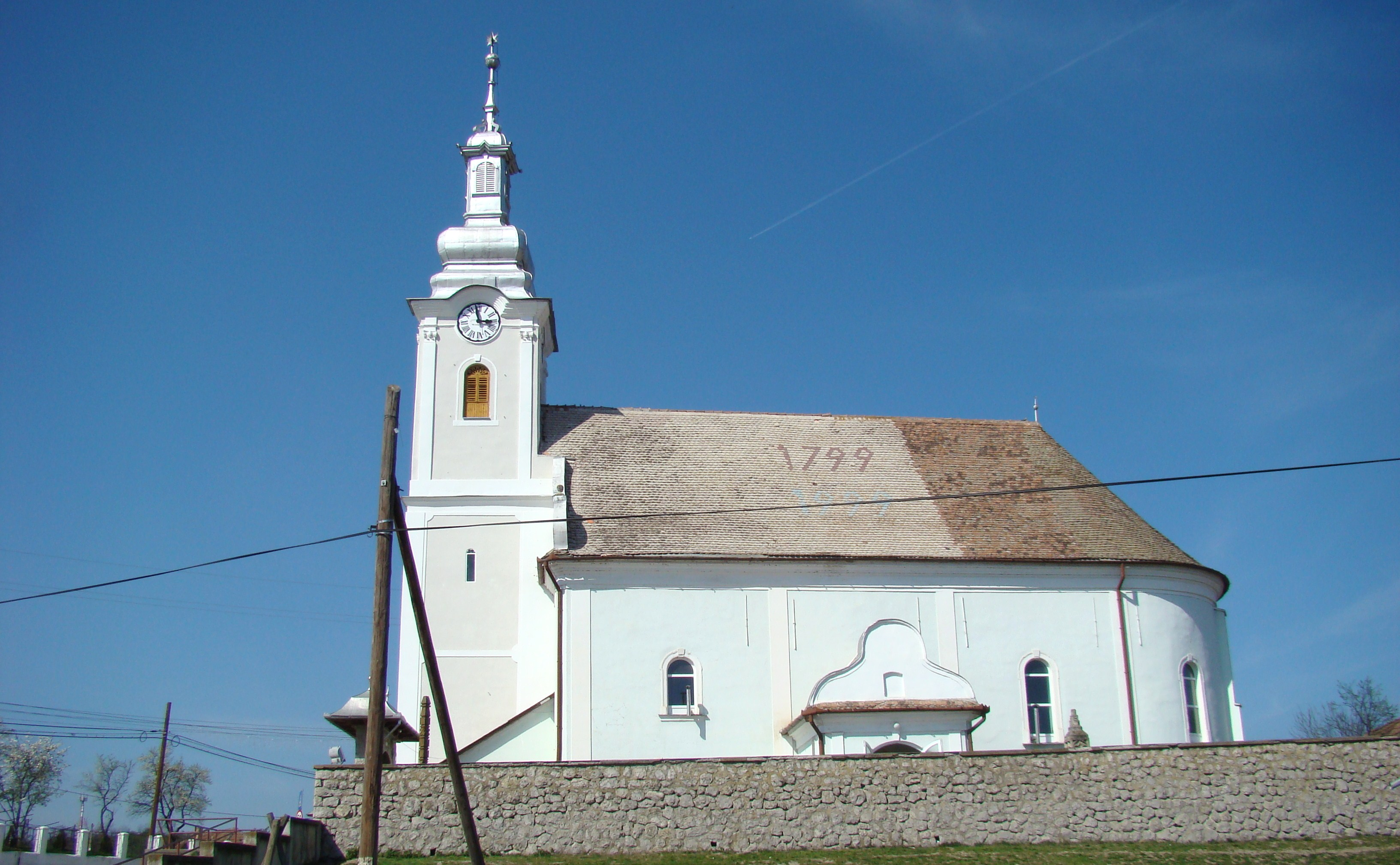
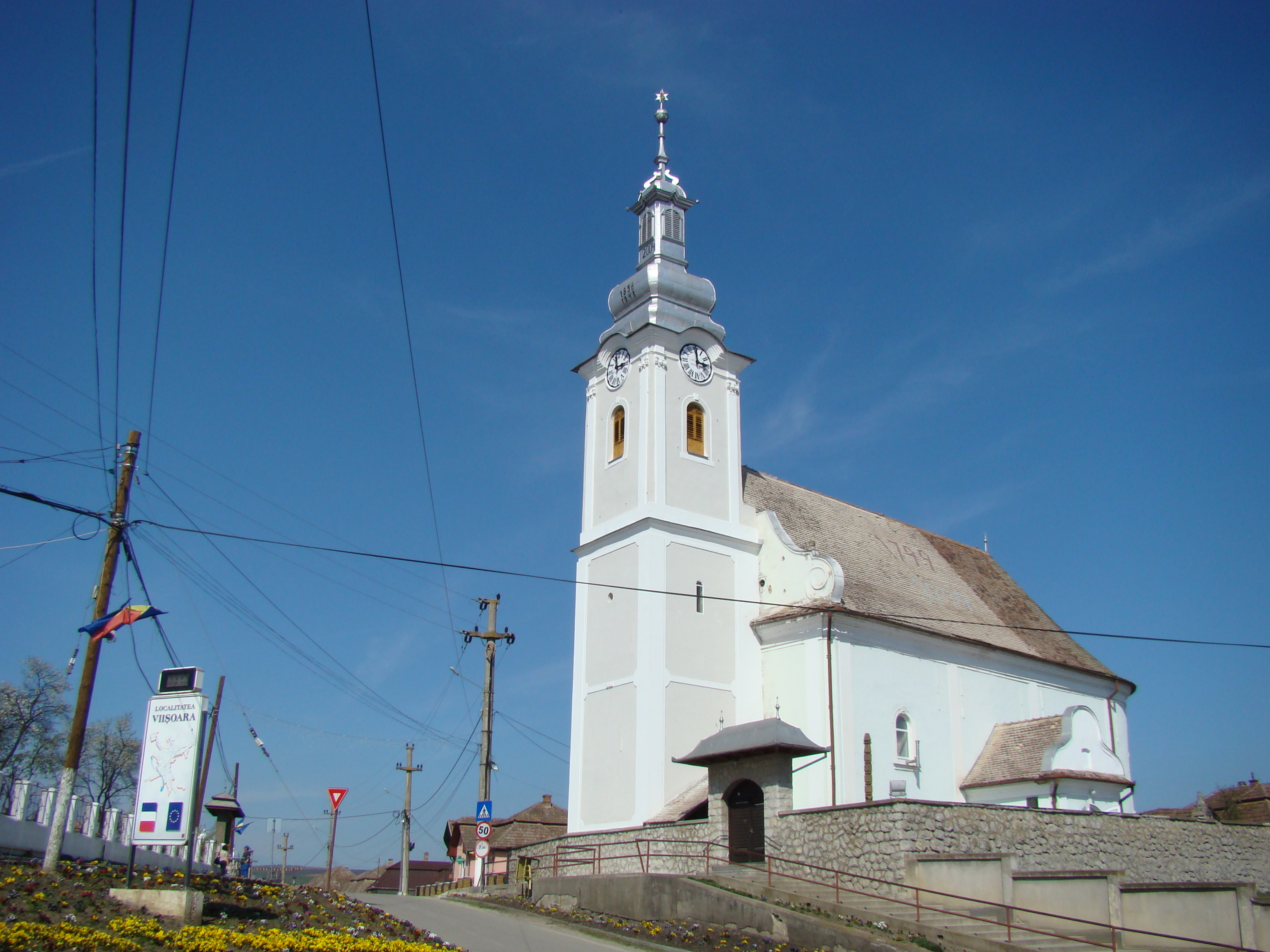
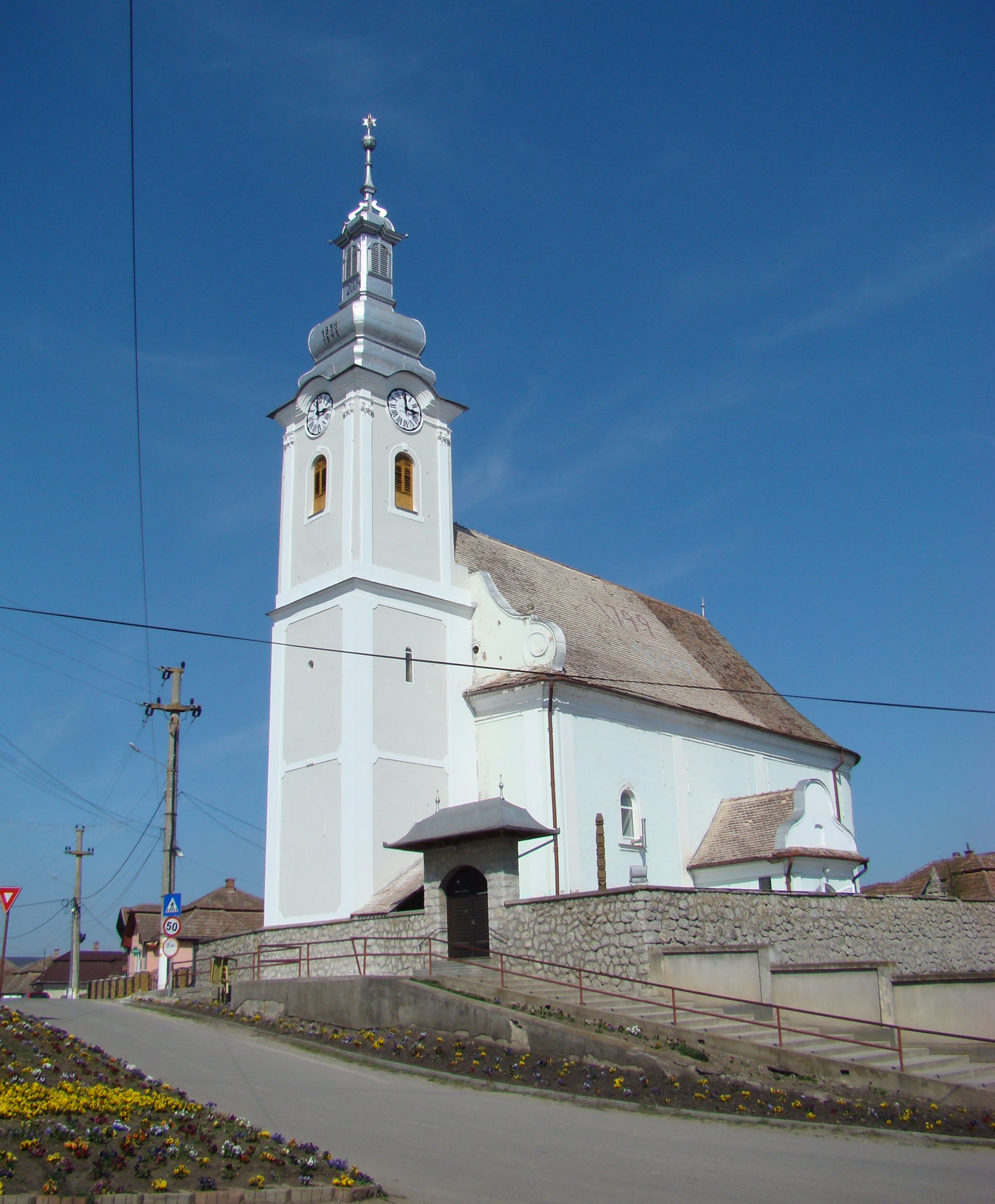
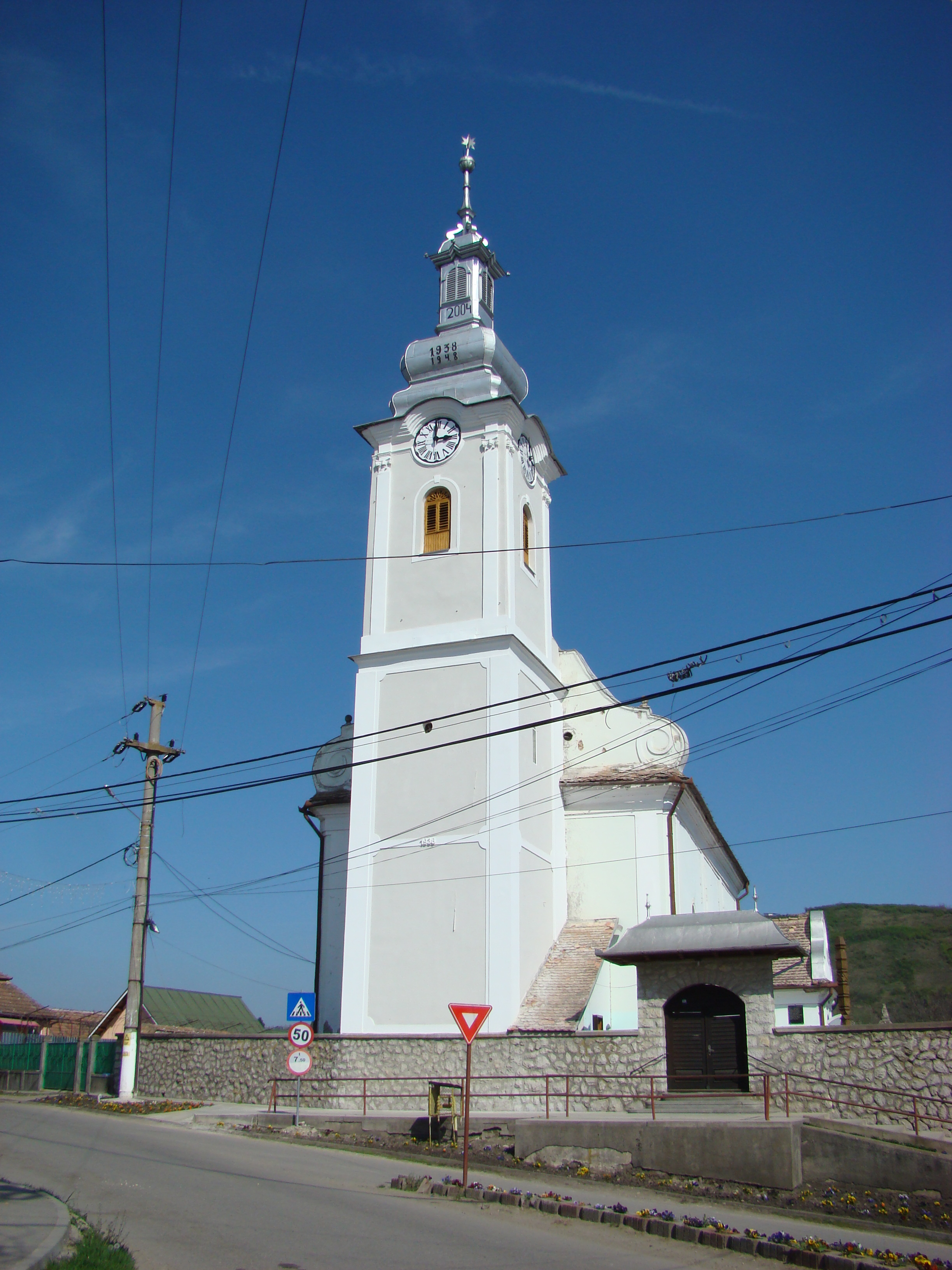
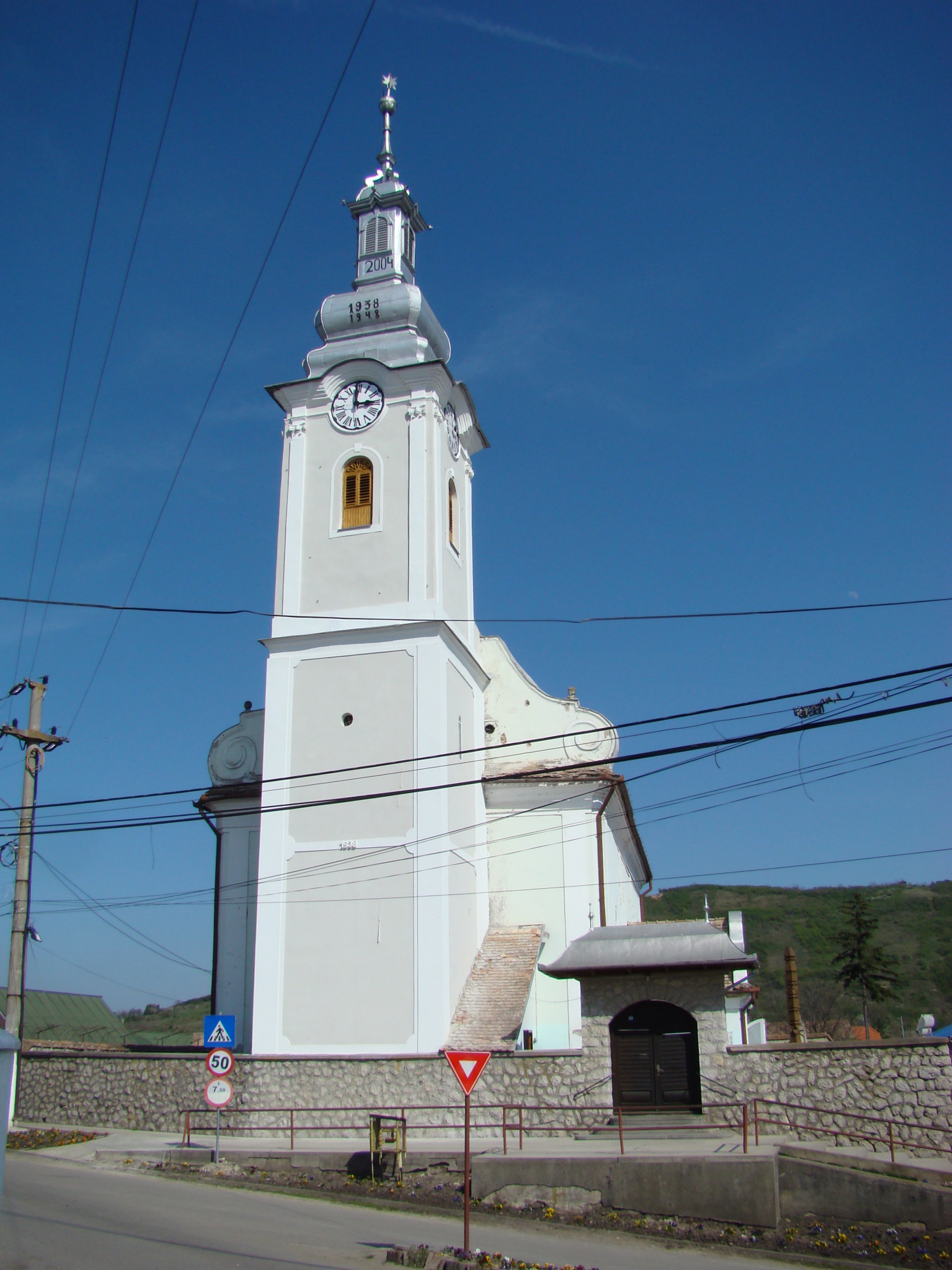
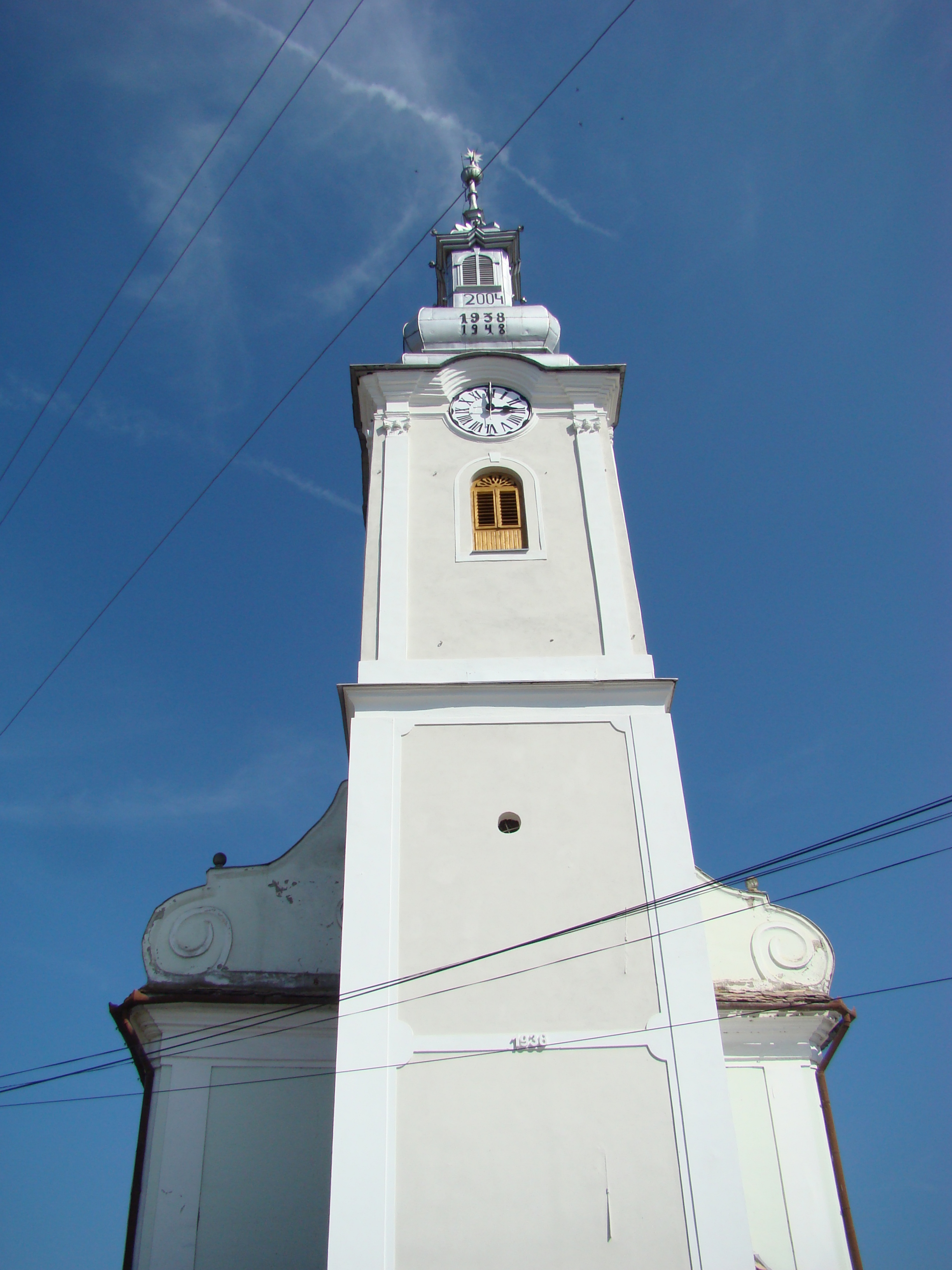
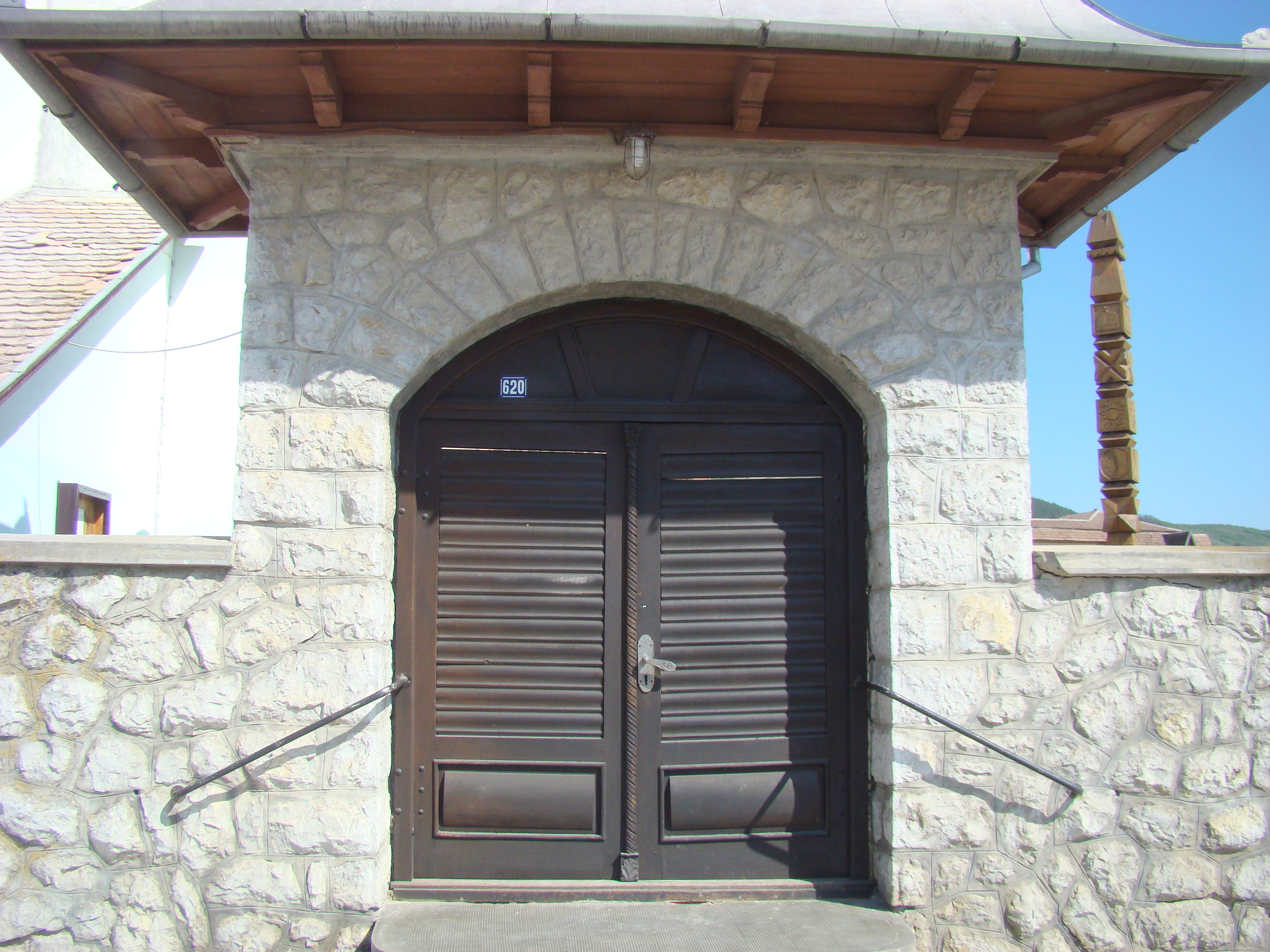
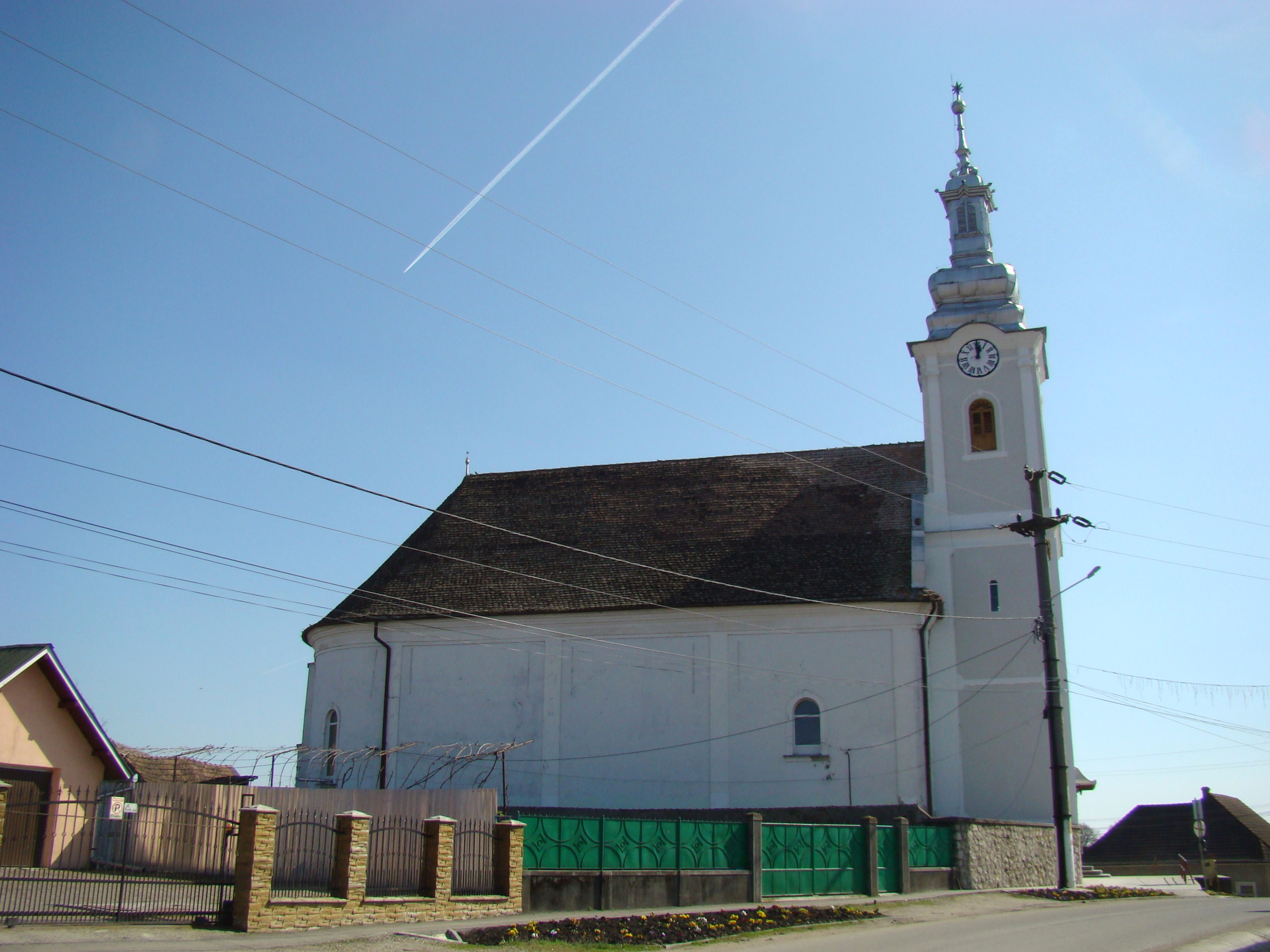

## Vezi și
- Viișoara, Cluj